# Дробишева Олена Віталіївна
Олена Віталіївна Дробишева (Коняєва) (нар.. 3 грудня 1964, Москва, РРФСР, СРСР) — радянська і російська актриса театру і кіно, телеведуча.

## Біографія
Олена Коняєва (у віці шістнадцяти років вибрала прізвище матері — Дробишева) народилася 3 грудня 1964 року в Москві, в акторській родині.
Батько — Віталій Анатолійович Коняєв (нар.. 11 травня 1937), Народний артист Російської Федерації. Мати — Ніна Іванівна Дробишева (1939—2023), Народна артистка РРФСР.
У 1987 році закінчила Вище театральне училище імені Б. В. Щукіна (курс Євгена Симонова).
Служила в Московському драматичному театрі імені Рубена Симонова, Театрі імені Моссовєта, Центрі драматургії і режисури під керівництвом Олексія Казанцева та Михайла Рощина.
З 1996 по 2005 роки працювала в Московському державному «Театр Місяця» під керівництвом Сергія Проханова.
У 2005 році вела ток-шоу «Поговори з нею» на телеканалі «Домашній».

### Особисте життя
- Перший чоловік — Дмитро Михайлович Ліпскеров (нар.. 19 лютого 1964), російський письменник, драматург. Познайомилися в 1985 році у Вищому театральному училищі імені Б. В. Щукіна, незабаром одружилися. Шлюб тривав всього одинадцять місяців. Дітей в шлюбі не було[4].
- Другий чоловік — Олександр В'ячеславович Кознов (28 червня 1963 — 20 грудня 2009), радянський і російський актор театру і кіно. Шлюб тривав недовго. Сина Філіпа Олена виховувала одна[5][6].
  - Син — Пилип Олександрович Дробишев (нар.. 1990), живе, навчається і працює у Франції, володіє кількома іноземними мовами, включаючи японську.

## Творчість

### Ролі в театрі
- «Ніч ніжна» Ф. Фіцджеральд — Вайолетт Маккіско
- «Чайка» А. П. Чехова — Ніна Зарічна
- «Самогубець» Н. Ердмана — Серафима
- «Біг» М. Булгакова — Серафима Корзухіна
- «Мещерські» Івана Буніна — Соня

#### Театр імені Моссовета
- «Фатальна любов» (режисер — С. Виноградов) —

#### Центр драматургії і режисури під керівництвом О. Казанцева таМ.Рощина
- «Трансфер» М. Курочкіна (режисер — М. Угаров) — дружина Цурікова

### Фільмографія
| Рік         |    | Назва                                        | Роль                                                                 |    |
| ----------- | -- | -------------------------------------------- | -------------------------------------------------------------------- | -- |
| 1984        | ф  | Межа можливого                               | Олена                                                                | ру |
| 1985        | тф | Зустріч перед розлукою                       | Женя                                                                 | ру |
| 1985        | тф | Подружка моя                                 | новенька в ПМК                                                       | ру |
| 1985        | ф  | Поїздки на старому автомобілі                | студентка                                                            | ру |
| 1986        | ф  | Ми веселі, щасливі, талановиті!              | Марина, дочка Лялі Сурикової                                         | ру |
| 1987        | ф  | Катруся                                      | Даша                                                                 | ру |
| 1988        | ф  | Гулящі люди                                  | Улька                                                                | ру |
| 1988        | ф  | Стомлене сонце                               | Марія Цуканова                                                       | ру |
| 1989        | тф | Слідство ведуть ЗнаТоКі. Справа № 22 «Мафія» | Вероніка, дівчина Коваля                                             | ру |
| 1991        | ф  | Сімнадцять лівих чобіт                       | Гуля, дружина Павла                                                  | ру |
| 1991        | ф  | Сім днів з російською красунею               | наречена                                                             | ру |
| 1991        | ф  | Армавір                                      | подруга «катали»                                                     | ру |
| 1991        | ф  | Шкура                                        | секретарка директора зоопарку                                        | ру |
| 1993        | ф  | Якби знати...                                | Марія Сергіївна, дружина Федора                                      | ру |
| 1994        | ф  | Любов французька та російська                | Тетяна                                                               | ру |
| 1994        | кф | Ніхто не хотів їхати                         |                                                                      | ру |
| 1995        | ф  | Мещерські                                    | Софія Мещерська                                                      | ру |
| 1998        | ф  | Хто, якщо не ми                              |                                                                      | ру |
| 2000        | с  | Чорна кімната                                | дружина чоловіка з серцевим нападом                                  | ру |
| 2001        | ф  | Дванадцята осінь (Ахіллесова п'ята)          | Ліза, журналістка                                                    | ру |
| 2003        | с  | Інше життя                                   | Олена (Олена Вікторівна)                                             | ру |
| 2003        | с  | Вогнеборці                                   | Зося Кузнєцова                                                       | ру |
| 2003        | с  | Оперативний псевдонім                        | Наталія                                                              | ру |
| 2003        | с  | Врятувати і вижити                           | Ніна Журавина                                                        | ру |
| 2003        | ф  | Шик                                          | мати «Штиря»                                                         | ру |
| 2004        | ф  | Весьєгонська вовчиця                         | Марія, дружина Єгора                                                 | ру |
| 2005        | с  | Казус Кукоцького                             | Олена Флотова, дружина Кукоцького                                    | ру |
| 2005        | с  | Я не повернуся                               | Наталія Андріївна, мати Каті                                         | ру |
| 2006        | с  | Виклик                                       | епізод                                                               | ру |
| 2006        | с  | Угон                                         | епізоди                                                              | ру |
| 2007        | ф  | Глянець                                      | епізод                                                               | ру |
| 2007        | ф  | Якщо у вас немає тітки...                    | Олена, сестра Ольги                                                  | ру |
| 2007        | с  | Маршрут                                      | Наталя, дружина Віктора                                              | ру |
| 2007        | ф  | Репетитор                                    | Ірина Анатоліївна, мати Анастасії                                    | ру |
| 2007        | тф | Ціна божевілля                               | Ніна                                                                 | ру |
| 2008        | ф  | Індиго                                       | Віра Каляєва, мати Андрія                                            | ру |
| 2008        | с  | Спадщина                                     | Марина Прохорова, дружина Станіслава                                 | ру |
| 2008 — 2009 | с  | Руда                                         | Євгена Лапіна, мати Тасі                                             | ру |
| 2009        | ф  | Анна Кареніна                                | Дар'я Олександрівна Облонская (Доллі), дружина Степана Аркадійовича  | ру |
| 2009        | с  | Вогні великого міста                         | Катерина, прийомна мати Ліки                                         | ру |
| 2009        | тф | Терор коханням                               | Катерина, подруга і сусідка Антоніни по комунальній квартирі         | ру |
| 2010        | с  | Була любов                                   | Валентина Корнєєва, мати Сергія                                      | ру |
| 2010        | с  | У лісах і на горах                           | Ксенія Захарівна                                                     | ру |
| 2010        | с  | Гаражі                                       | Надія, мати Насті                                                    | ру |
| 2010        | ф  | Однокласники                                 | мати                                                                 | ру |
| 2010        | с  | Остання хвилина                              | Маргарита, дружина Чепуріна                                          | ру |
| 2010        | ф  | Терапія любов'ю                              | Ніна (головна роль)                                                  | ру |
| 2010        | с  | Сестри Корольови                             | Маргарита Корольова, старша сестра                                   | ру |
| 2011        | с  | Голубка                                      | Тетяна Іванівна Подольська, мати Лєри                                | ру |
| 2011        | тф | Найкращий друг сім'ї                         | Віра (в зрілому віці)                                                | ру |
| 2011        | тф | Люба. Любов                                  | Надія, мати Люби                                                     | ру |
| 2011        | тф | Моя друга половинка                          | Віра Данилівна Кочевнікова                                           | ру |
| 2012        | тф | Випробування вірністю                        | Алевтина Петрівна Звягіна, дружина Сєви Кузнєцова                    | ру |
| 2012        | с  | Без свідків                                  | Алла Азарова, однокласниця Максимова                                 | ру |
| 2012        | с  | Собача робота                                | Ніна, сестра Іллі                                                    | ру |
| 2013        | ф  | Навмисно не придумаєш                        | Марина Жилінський                                                    | ру |
| 2013        | ф  | Форт Росс                                    | мати Дмитра                                                          | ру |
| 2014        | с  | Сильніше долі                                | Валентина Іллівна Холодова, глава місцевої адміністрації, мати Гліба | ру |
| 2015        | с  | Повернешся - поговоримо                      | мати Олени                                                           | ру |
| 2015        | ф  | І сталося одного дня...                      | Олена                                                                | ру |

### Участь у відеокліпах
- 2001 — відеокліп на пісню «Мишель» у виконанні російського естрадного співака Валерія Леонтьєва[8]. Зйомки відео проходили в Ніцці і в Москві в 2001 році (виробництво «Студії Юрія Гримова» (Студії «ПІВДЕНЬ»))[9].

### Участь в телепроекті
- У 1-му випуску брав участь у телегрі «Форт Боярд» (у 2003 році, склад команди: Владислав Галкін, Михайло Антонов, Андрій Кондрашов, Сергій Галанін і Евеліна Бледанс, виграш 79 210 рублів.